# Königin des Südens (Roman)
Königin des Südens ist ein Roman des spanischen Schriftstellers Arturo Pérez-Reverte. Er erschien 2002 in Spanien unter dem Titel La Reina del Sur, die deutsche Ausgabe mit 558 Seiten erschien 2003 in der Übersetzung durch Angelica Ammar im List-Verlag, Berlin; 2016 erschien eine Neuausgabe bei Suhrkamp. Erzählt wird die Geschichte von Teresa Mendoza aus Culiacán im mexikanischen Bundesstaat Sinaloa, die von der Geldwechslerin zur Chefin eines mächtigen Drogenkartells wird. «Königin des Südens» wird sie genannt.

## Hintergrund
Die Geschichte der mexikanischen Drogenhändlerin Sandra Ávila Beltrán, die «Königin des Pazifik», soll Pérez-Reverte als Vorbild für seine Figur der Teresa Mendoza gedient haben.

## Handlung
Das Buch wird abwechselnd aus zwei Perspektiven erzählt. Einerseits als Bericht eines Journalisten, der ein Buch über das Leben der «Königin des Südens» schreiben möchte und Menschen interviewt, die Teresa begegnet sind, anderseits als Beschreibung der Erlebnisse Mendozas. Letztere erstrecken sich über einen Zeitraum von zwölf Jahren.
Die Geschichte beginnt in Culiacán. Teresa erhält einen Anruf: Ihr wird mitgeteilt, ihr Freund Güero Davila, Pilot im Dienst von Epifanio Vargas, einem der wichtigsten Drogenhändler des Landes, sei umgebracht worden und sie sei auch in Lebensgefahr. Teresa beschließt zu fliehen und bittet ihren Paten Epifanio um Hilfe. Der rät ihr, im spanischen Melilla in Nordafrika ein neues Leben zu beginnen.
Dort lernt sie Santiago Fisterra kennen, der zwischen Marokko und Spanien über die Straße von Gibraltar Tabak und Haschisch schmuggelt. Teresa begleitet ihn auf seinen Fahrten und lernt die Tricks des Handels. Während eines Kampfes auf dem Meer mit der Polizei kommt Fisterra ums Leben. Teresa überlebt, wird aber verhaftet und zu einer Gefängnisstrafe verurteilt.
Im Gefängnis trifft sie Pati O'Farell, die ebenfalls wegen Drogenhandels im Gefängnis sitzt. Nach ihrer Entlassung beginnen sie mit der Unterstützung von Oleg Yasikov aus der russischen Unterwelt und dem marokkanischen Oberst Abdelkader Chaib einen Drogenschmuggel zwischen Spanien und Marokko. Dank ihrer Fähigkeiten, mit Zahlen umgehen zu können und ihren kreativen Ideen wird Teresa Mendoza zu einer erfolgreichen Drogenhändlerin, die bald den europäischen Rauschgifthandel kontrolliert. Durch die eigene Handelsfirma Transer Naga wird das Geld gewaschen, den Nachforschungen der lokalen Polizei kann sie sich immer entziehen. Ihre Geschäftspartnerin Pati O'Farell verunglückt bei einem Autounfall schwer. Sie fühlt sich von Teresa nicht ernst genommen, wird depressiv und nimmt sich das Leben.
Teresa beginnt eine Beziehung mit ihrem verheirateten Buchhalter Teo Aljarafe und wird von ihm schwanger. Als sie entdeckt, dass Teo sie an die Behörden verraten und um große Summen betrogen hat, lässt sie ihn von ihrem Leibwächter Pote Galves erschießen.
Willy Rangel, ein Agent der amerikanischen DEA, verrät Teresa, dass Güero Davila in Wirklichkeit ein Regierungsagent war mit dem Auftrag Informationen über das Sinaloa-Kartell zu sammeln. Seine Beobachtungen hielt er in einem Notizbuch fest, das Teresa gelesen hat. Epifanio Vargas hatte Güero enttarnt und seine Ermordung befohlen.
Die DEA bietet Teresa die Möglichkeit, nach Mexiko zurückzukehren unter der Bedingung, dass sie die Informationen aus dem Notizbuches dazu verwendet, um gegen Vargas auszusagen und so seine Wahl zum Senator des Staates Sinaloa zu verhindern. Im Gegenzug sollten sämtliche Untersuchungen gegen sie eingestellt werden.
In der Nacht vor der Zeugenaussage wird das Haus, in dem sie zu Gast ist, von nicht weiter benannten Männern angegriffen; ihre Schutztruppe hat sich zurückgezogen. Mit Hilfe ihres Leibwächters Pote gelingt ihr die Flucht, Pote hingegen kommt ums Leben.
Die Zeugenaussage vor der Staatsanwaltschaft beendet Epifanios politische Ambitionen. Was danach mit Teresa Mendoza geschieht und wo sie ihr Kind zur Welt bringt, bleibt offen.

## Rezeption
„Die Heldin Teresa Mendoza startet durch Zufall eine halsbrecherische Karriere und einen Aufstieg von der kleinen Drogenbraut im mexikanischen Culiacán zu einer unumschränkt herrschenden Kokainkönigin, die den europäischen Rauschgifthandel kontrolliert. Diesen Aufstieg erlebe der Leser wie im Rausch, was vor allem in der grossen Erzählkunst des Autors begründet liege. Entgegen allen moralischen Einwänden lasse er den Leser grosse Sympathie für seine hochkriminelle Heldin empfinden.“

Der Roman wurde in zahlreiche Sprachen übersetzt.

## Musik
Den Corrido, den der Journalist auf der letzten Seite des Romans erwähnt, gibt es tatsächlich. Die Geschichte der Teresa Mendoza in Liedform erzählen mehrere mexikanische Musikgruppen, u. a. Los Cuates de Sinaloa und Los Tigres del Norte.

## Verfilmungen
Der Roman diente als Vorlage für zwei TV-Serien:
- Von der spanischsprachigen Serie La Reina del Sur erschien die erste Episode der ersten von bisher drei Staffeln am 28. Februar 2011. Die Hauptrolle der Teresa Mendoza spielt die mexikanische Schauspielerin Kate del Castillo, ihr Gegenspieler Epifanio Vargas wird von Humberto Zurita dargestellt.[7] Die erste Staffel folgt mehr oder weniger der Buchvorlage, die zweite und dritte haben mit dem Buch nichts mehr zu tun.

- Die amerikanische Serie Queen of the South erschien am 23. Juni 2016. Alice Braga spielt die Hauptrolle, Joaquim de Almeida ist Epifanio Vargas. Die Serie orientiert sich nur in den Anfangsszenen am Roman, nachher nimmt die Geschichte einen völlig anderen Verlauf.